# 箱根關

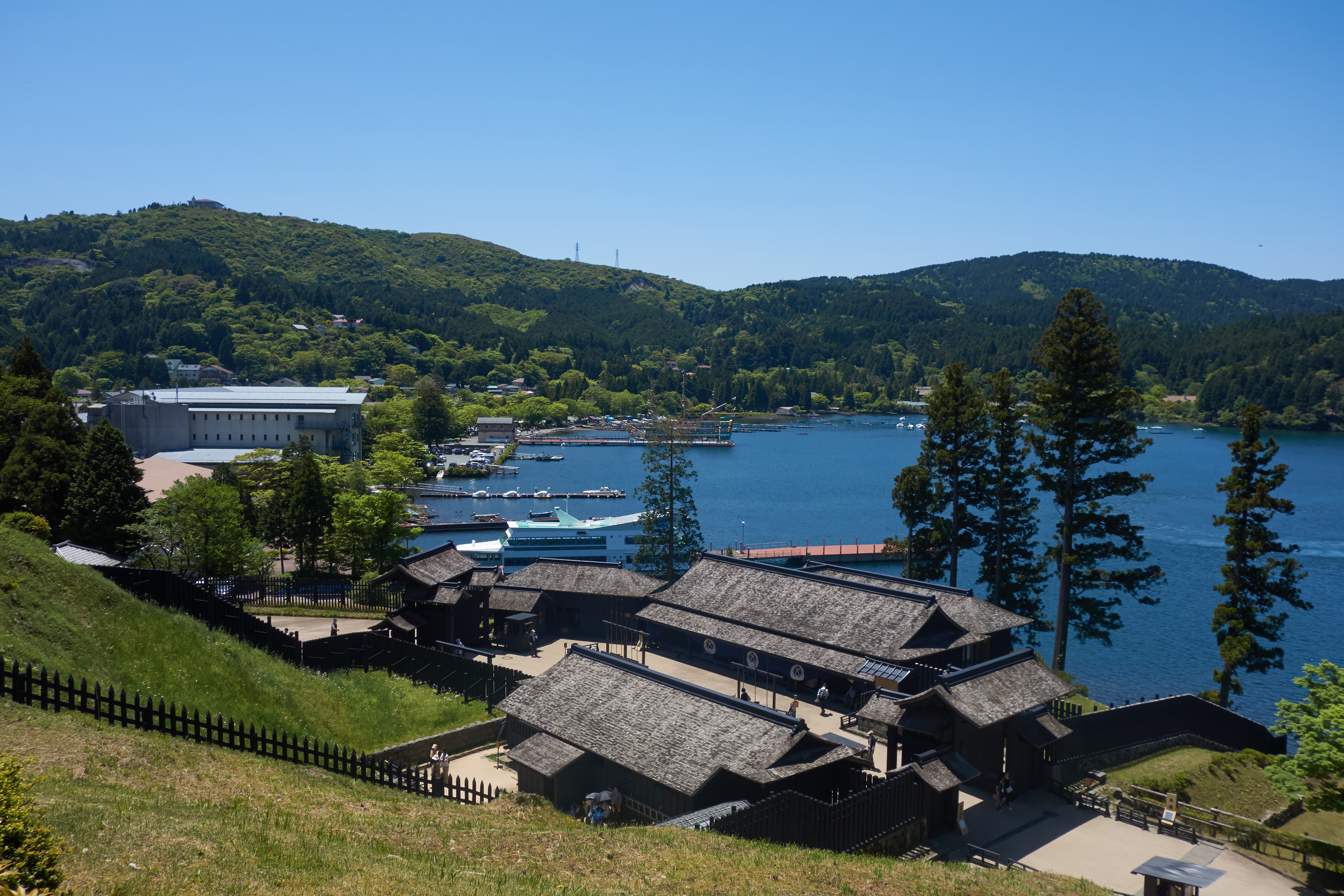
箱根關所。在2007年3月復原。

箱根關（日语：箱根関、はこねのせき）是日本在歷史上的一個關隘，位於箱根。一般多指江戶幕府在1619年至1869年設置的東海道箱根關所。箱根山除了箱根關所之外，還在根府川（小田原市）、仙石原（箱根町）、矢倉澤（南足柄市）、川村谷（山北町）等地亦設有關隘。